# Daab (album)
Daab – debiutancki album zespołu Daab wydany w 1986 roku nakładem wytwórni Arston.
Nagrania dokonano w studio w okresie kwiecień – maj 1985 w studio Tonpressu na Wawrzyszewie. Reżyser dźwięku – Tadeusz Chechak i Włodzimierz Kowalczyk. Miks – Mariusz Zabrodzki, Sławomir Wesołowski (utwory: A5, B2, B3) oraz Tadeusz Czechak, Włodzimierz Kowalczyk (utwory: A1 – A4, B1, B4). Kompozycje i aranżacje – Daab, z wyjątkiem „Do Plastička” komp. Andrzej Zeńczewski. Teksty piosenek – Piotr Strojnowski. Projekt graficzny – Andrzej Ozi Sudoł.

## Lista utworów
źródło:.
strona A
1. „Kalejdoskop moich dróg” – 3:00
2. „Fala ludzkich serc” – 4:55
3. „Patrząc w słońce” – 3:30
4. „W zakamarkach naszych dusz” – 4:25
5. „Fryzjer na plaży” – 3:50

strona B
1. „Do Plastička” – 5:10
2. „Ogrodu serce” – 5:40
3. „Po trzykroć pytam” – 3:40
4. „Wieczny pielgrzym” – 5:20

## Twórcy
źródło:.
- Piotr Strojnowski – gitara, śpiew
- Waldemar Deska – instrumenty klawiszowe
- Dariusz Gierszewski – perkusja
- Andrzej Krzywy – gitara, instrumenty perkusyjne
- Artur Miłoszewski – gitara basowa
- Wojciech Sawicki – instrumenty perkusyjne
- Jarosław Woszczyna – saksofon altowy

gościnnie
- Robert Majewski – trąbka